# Andrzej Ignacy Baier
Andrzej Ignacy Baier herbu Leliwa z odmianą (ur. 12 stycznia 1712, zm. 31 stycznia 1785 w Chełmży) – biskup rzymskokatolicki, senator I Rzeczypospolitej, sympatyk konfederatów barskich.

## Życiorys
Syn Jana Franciszka podczaszego chełmińskiego i Marianny z Łabędzkich. W latach 1732–1733 i 1735–1736 przebywał w seminarium księży misjonarzy w Warszawie. Po studiach w kraju i za granicą wybrał karierę duchowną.
Kanclerz gnieźnieńskiej kapituły katedralnej w 1753 roku, kanonik łowicki, od 1743 kanonik gnieźnieński, od 1752 opat komendatoryjny wągrowiecki i proboszcz kruszwicki. Powiązany z dworem saskim, od 1744 wiceprezydent, a od 1757 prezydent Trybunału Głównego Koronnego. W latach 1759–1760 prezydent trybunału skarbowego w Radomiu.
Był członkiem konfederacji Czartoryskich w 1764 roku. Elektor Stanisława Augusta Poniatowskiego z województwa chełmińskiego w 1764 roku.
Brał udział w sejmie konwokacyjnym 1764 r., koronacyjnym w tymże roku oraz sejmie 1766 r. Podczas konfederacji radomskiej zachował neutralność, sympatyzował z konfederacją barską.
12 lutego 1759 nominowany na biskupa diecezji chełmińskiej, sakrę przyjął z rąk Kajetana Ignacego Sołtyka. Starał się gorliwie o ożywienie religijne biskupstwa, wydawał liczne listy pasterskie, osobiście wizytował parafie diecezji. Zaprowadził nabożeństwo czterdziestogodzinne, propagował jako jeden z pierwszych biskupów wczesną komunię świętą dzieci (od 8 roku życia). W 1763 r. pod naciskiem rządu pruskiego zrzekł się tytułu biskupa pomezańskiego. W 1776 powołując się na breve Piusa VI zniósł w diecezji kilka świąt. Wysłał dwa obszerne sprawozdania o stanie diecezji do Rzymu, w których informował o szerzeniu się protestantyzmu, a później o trudnościach ze strony pruskiego zaborcy. Co prawda biskup usiłował bronić niezależności kościoła wobec władz pruskich z którymi prowadził obfitą korespondencję, jednak wobec jasnych wytycznych i żelaznej konsekwencji rządu fryderycjańskiego, nie był w stanie nic osiągnąć. Po kasacie jezuitów wykonał zalecenia mimo oporu jezuitów odwołujących się do Fryderyka II.
Po zaborze Prus Królewskich w 1772 r. mimo pewnych oporów złożył hołd Fryderykowi II. W związku z sekularyzacją dóbr biskupstwa utracił znaczną część dochodów (wartość otrzymanej pensji państwowej szacuje się na 20% wcześniejszych dochodów) i przeniósł swoją siedzibę z zamków w Lubawie i Starogrodzie do kanonii w Chełmży.
Zmarł 31 stycznia 1785 w Chełmży i jako ostatni biskup został pochowany w chełmżyńskiej katedrze.
W 1760 odznaczony Orderem Orła Białego.